# Polen i olympiska vinterspelen 1998
Polen deltog med 39 deltagare vid de olympiska vinterspelen 1998 i Nagano. Ingen av landets deltagare erövrade någon medalj.